# Oberleitungsschalter
Dieser Artikel befindet sich derzeit in der Qualitätssicherung im WikiProjekt Elektrotechnik des Portal Elektrotechnik. Wenn du dich mit dem Thema auskennst, bist du herzlich eingeladen, dich an der Prüfung und möglichen Verbesserung des Artikels zu beteiligen. Der Meinungsaustausch dazu ist in der Diskussion (Artikel „Oberleitungsschalter“ eintragen) zu finden.

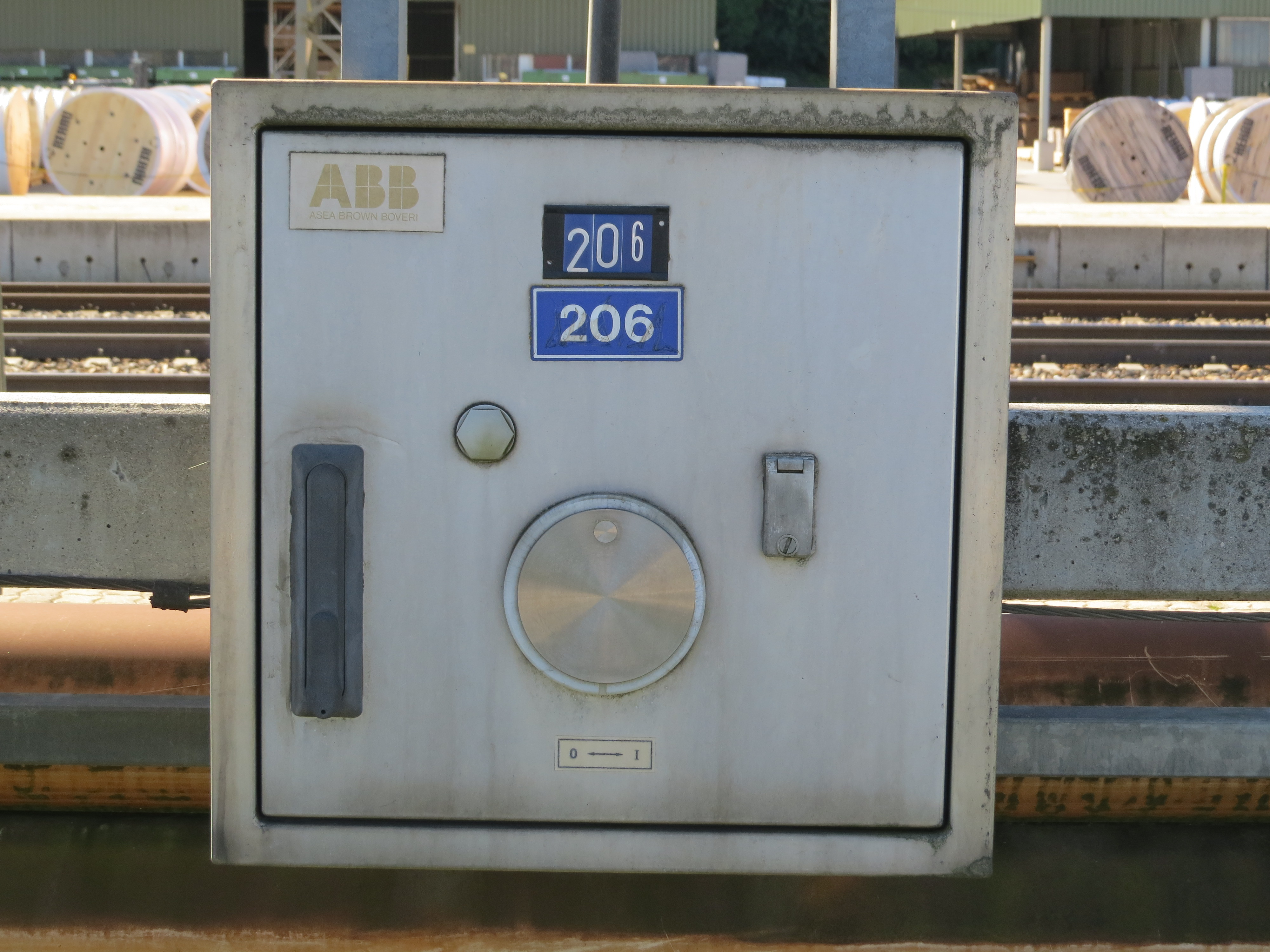
Elektrischer Antrieb eines Oberleitungsschalters am Bahnhof Neulengbach auf der Westbahn vom Hersteller ABB (2017)

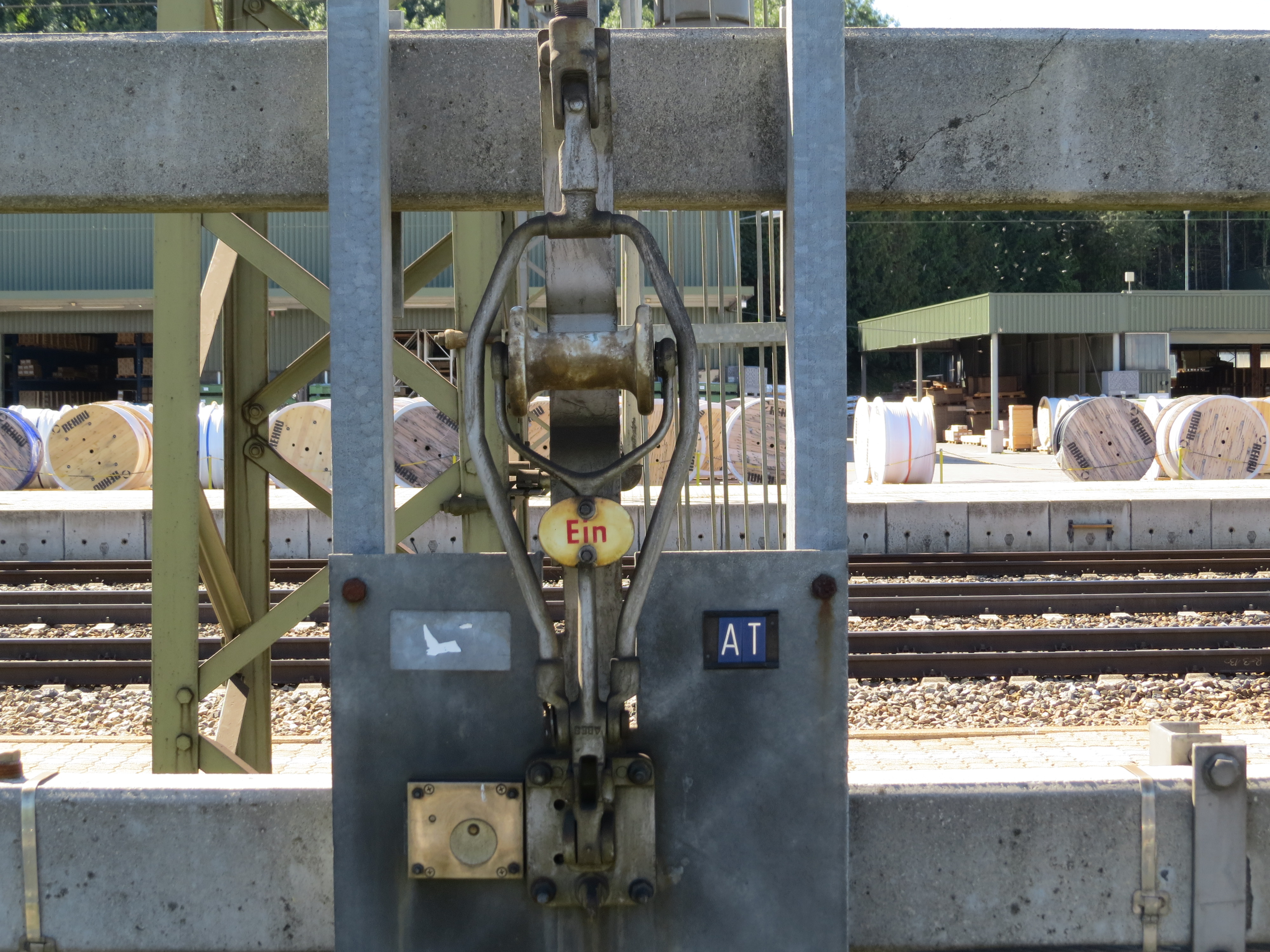
Händischer Antrieb eines Oberleitungsschalters am Bahnhof Neulengbach mit Schloss (2017)

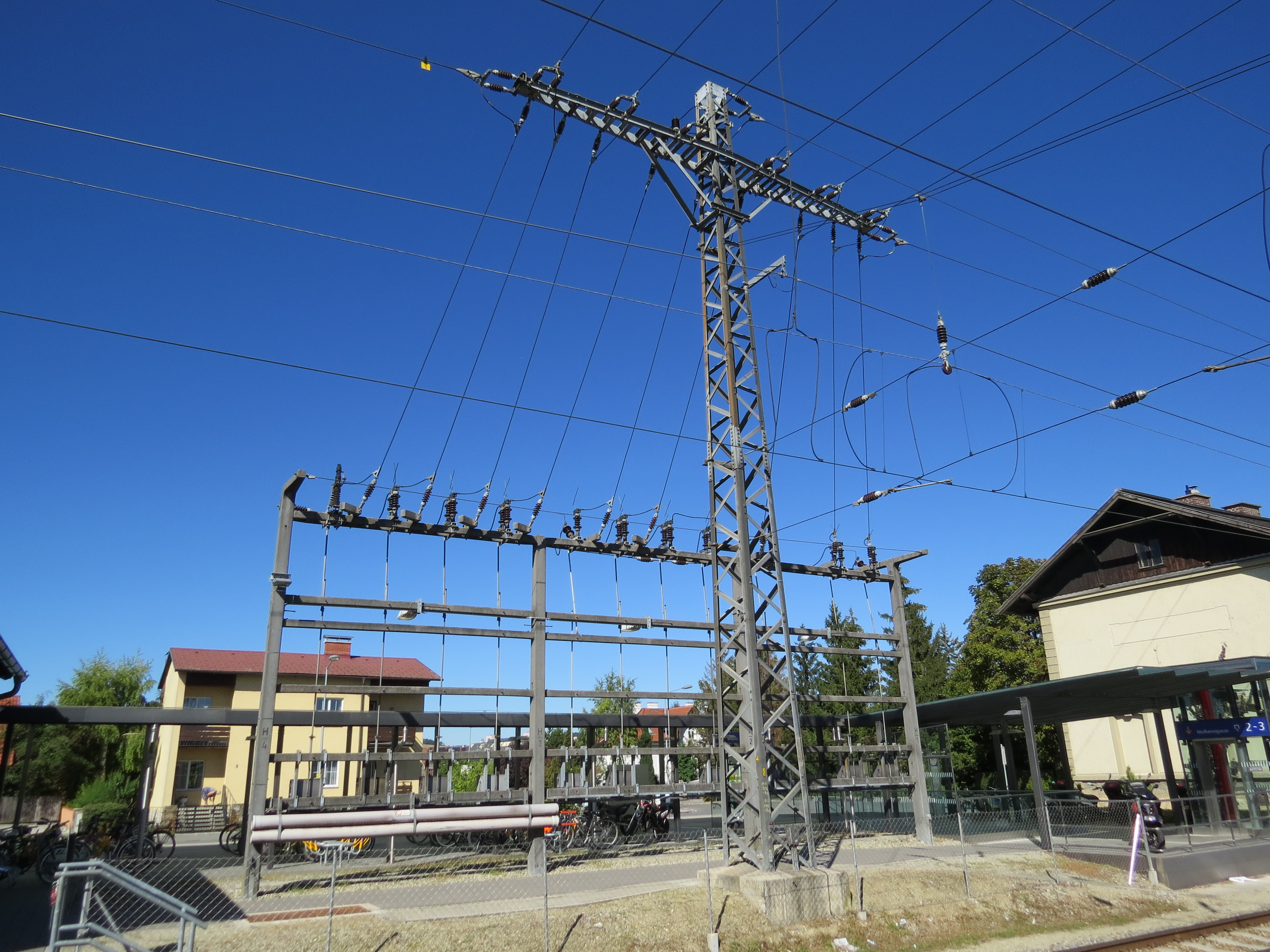
Mehrere Oberleitungsschalter auf einem Schaltergerüst am Bahnhof Herzogenburg mit dem Oberleitungssystem (2017)

Oberleitungsschalter dienen zum Verbinden, Trennen und Erden von Schaltabschnitten in Oberleitungen elektrischer Bahnen. Sie ermöglichen es, einzelne Schaltabschnitte z. B. bei Störungen oder für die Instandhaltung vom übrigen Netz zu trennen. Oberleitungsschalter werden ausgeführt als
- Lasttrennschalter, wenn sie unter Last betätigt werden sollen
- Trennschalter (OTS), wenn sie nicht unter Last betätigt werden sollen.

Oberleitungsschalter werden in der Regel als Freiluftschalter ausgeführt. Hierfür sind sie häufig auf Fahrleitungsmasten oder zusammengefasst auf Schalt(er)gerüsten angebracht. Erstere werden häufig auch als Masttrennschalter (MTS), Mastlasttrennschalter oder kurz Mastschalter bezeichnet.
In besonderen Gebäuden werden Lasttrennschalter untergebracht, die im Fehlerfall auch den Kurzschlussstrom in kurzer Zeit abschalten müssen.

## Einteilung
Je nach Verwendungszweck werden folgenden Gattungen von Oberleitungsschalter unterschieden:
- Speiseschalter verbinden die Speiseleitung mit der Fahrleitung oder einer anderen Speiseleitung.
- Streckenschalter trennen die Fahrleitung der freien Strecke von denen eines Bahnhofs. Sie überbrücken eine Streckentrennung, die die elektrische Bahnhofsgrenze bildet. Angeordnet wird die Trennstelle hinter dem Einfahrsignal, so dass dieses die Trennstelle signalmäßig deckt.
- Verbindungsschalter verbinden bei zweigleisigen Strecken die Fahrleitungen der beiden Streckengleise. Diese werden häufig voneinander elektrisch getrennt ausgeführt, um bei Störungen einer Fahrleitung den Betrieb auf dem anderen Gleis weiterführen zu können.
- Gruppenschalter verbinden in größeren Bahnhöfen die Fahrleitungen einzelner Gleisgruppen untereinander.
- Erdungsschalter ermöglichen als Wechselschalter die Umschaltung zwischen den beiden Betriebszuständen „unter Spannung“ und „geerdet“. Sie werden hauptsächlich in die Fahrleitungen von Lade-, Anschluss- oder Werkstättengleisen eingebaut.

## Betätigung

### Mechanisch

#### Ortsbedienung
Am Fuß des Oberleitungsschalters ist ein Hebel mit Handgriff angebracht, der den Schalter über eine Gestängeleitung betätigt. Zur Verhinderung einer unbeabsichtigten Betätigung können die Handhebel in ihrer Endlage mit einem Schloss gesichert werden. Ortsbediente Schalter werden heute vor allem an Lade- oder Anschlussgleisen eingesetzt.
Ladegleisschalter, die in der Regel einen zusätzlichen Erdkontakt aufweisen, über den die Fahrleitung der Ladegleise beim Ausschalten zwangsläufig geerdet wird, erhalten aus praktischen wie Sicherheitsgründen in der Regel in beiden Stellungen verschließbare Handantriebe.

#### Fernbedienung
In der Anfangszeit der Vollbahn-Elektrifizierung wurden Oberleitungsschalter teilweise mit einer mechanischen Fernbedienung ausgestattet. Dies geschah in der Regel in Verbindung mit einem mechanischen Stellwerk. Auf der dortigen Hebelbank wurden entsprechende Hebel nachgerüstet, die dazu bestimmt sind, über eine Drahtzugleitung auf den Übertragungsmechanismus des Oberleitungsschalters zu wirken. Die Antriebe entsprachen weitestgehend mechanischen Weicheantrieben und war am unteren Mastende angebracht.

### Elektrisch
Auf größeren Bahnhöfen und bei allen neueren Anlagen werden elektrische Antriebe verwendet, die Schalterantriebe. Sie entsprechen im Wesentlichen einem Nebensignalantrieb ohne Flügelkupplung, lassen sich jedoch wie elektrische Weichenantriebe bei Störungen mit einer einsteckbaren Kurbel bewegen.

#### Ortsbedienung
Früher wurden Schalterantriebe über Ortssteuereinrichtungen in den örtlichen Stellwerken bedient. Ortssteuereinrichtungen sind auf Bahnhöfen mit besetzten Stellwerken in der Regel als Rückfallebene weiterhin vorhanden.

#### Fernbedienung
Heute werden Schalterantriebe in der Regel über Fernwirkeinrichtungen von Zentralschaltstellen aus gesteuert.